# الهجرة، عمران
الهجرة هي إحدى قرى الجمهورية اليمنية. تتبع جغرافيا لمحافظة عمران وإداريًا لمديرية ذيبين. يبلغ تعداد سكانها 1159 نسمة حسب الإحصاء الذي أجري عام 2004.